# Bassin versant
Pour les articles homonymes, voir bassin.

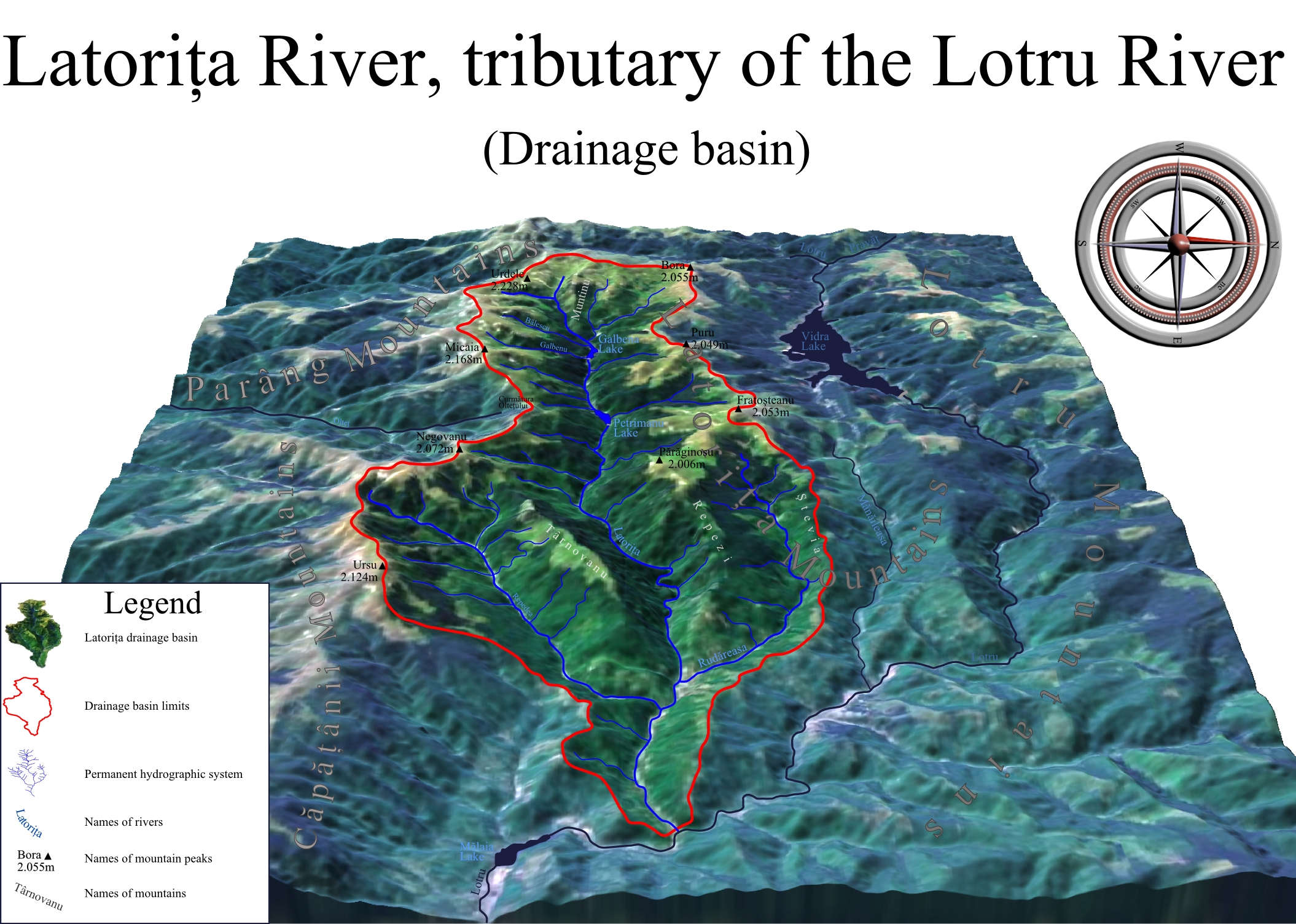
Bassin versant de la, en Roumanie.

Un bassin versant est une zone géographique de collecte des eaux pluviales (impluvium) de ruissellement ou d'infiltration par un cours d'eau et ses affluents, ou par une étendue d'eau (lac, marais, mer). Ces eaux de surface et souterraines s'écoulent par gravité et convergent vers un seul point.
Cette surface d'alimentation est limitée à l'amont par une ligne de partage des eaux qui correspond souvent, mais pas toujours, à une ligne de crête. Les eaux de pluie de part et d'autre de cette ligne s'écoulent dans deux directions différentes en emportant avec elles les éléments dissous ou en suspension tels que les sédiments et les polluants.
Le bassin versant est limité à l'aval au point de convergence des eaux appelé exutoire : confluence avec un cours d'eau, embouchure avec un lac, une mer ou un océan.
Chaque bassin versant peut être hiérarchisé : on peut le subdiviser en un certain nombre de bassins de niveau inférieur (parfois appelés « sous-bassins versants ») correspondant à la surface d’alimentation de chacun des affluents se jetant dans le cours d’eau principal.
Un bassin versant de grande taille se déversant vers la mer ou l'océan par une seule embouchure est un bassin hydrographique.

## Le parcours de l'eau

Schéma type d'un bassin versant (structure « arborescente »).

Chaque bassin versant se caractérise par différents paramètres géométriques (surface, pente), pédologiques (nature et capacité d’infiltration des eaux), urbanistiques (présence de bâtiments) mais aussi biologiques (type et répartition de la couverture végétale). On peut également y distinguer trois types de continuité :
- une continuité longitudinale, de l’amont vers l’aval (rus, ruisseaux, rivières, fleuves) ;
- une continuité latérale, des crêtes vers le fond de la vallée ;
- une continuité verticale, des eaux superficielles vers les eaux souterraines et inversement.

Sauf si des canaux relient des rivières ou fleuves entre eux, pour le bassin-versant, le réseau des cours d'eau n'est pas écologiquement fragmentant.
On distingue le bassin versant physique ou topographique (définissable à partir des altitudes seules) du bassin versant réel qui tient compte d’autres paramètres comme la nature du sol, qui induit des écoulements souterrains, ou les aménagements anthropiques.
L’étendue des bassins versants est très inégale : le plus grand le bassin amazonien en Amérique du Sud s’étend sur 6 150 000 km2 alors que la plupart des (sous)bassins sont très petits (de l'ordre du km2). Certaines régions sont dépourvues de bassins faute de cours d’eau : ce sont les déserts aréiques.
On peut distinguer trois types de bassin versant :
- le bassin versant topographique, déterminé par le relief (c'est-à-dire les lignes de partage des eaux). C'est le bassin versant des ruissellements ;
- le bassin versant hydrogéologique, bassin versant avec les eaux souterraines (qui n'est pas toujours le même que le bassin topographique) ;
- le bassin versant hydraulique, qui prend en compte l'anthropisation du relief (les routes, les mises en canalisation, etc.) et les transferts d'écoulement liés à l'action humaine.

## Les bassins versants du monde

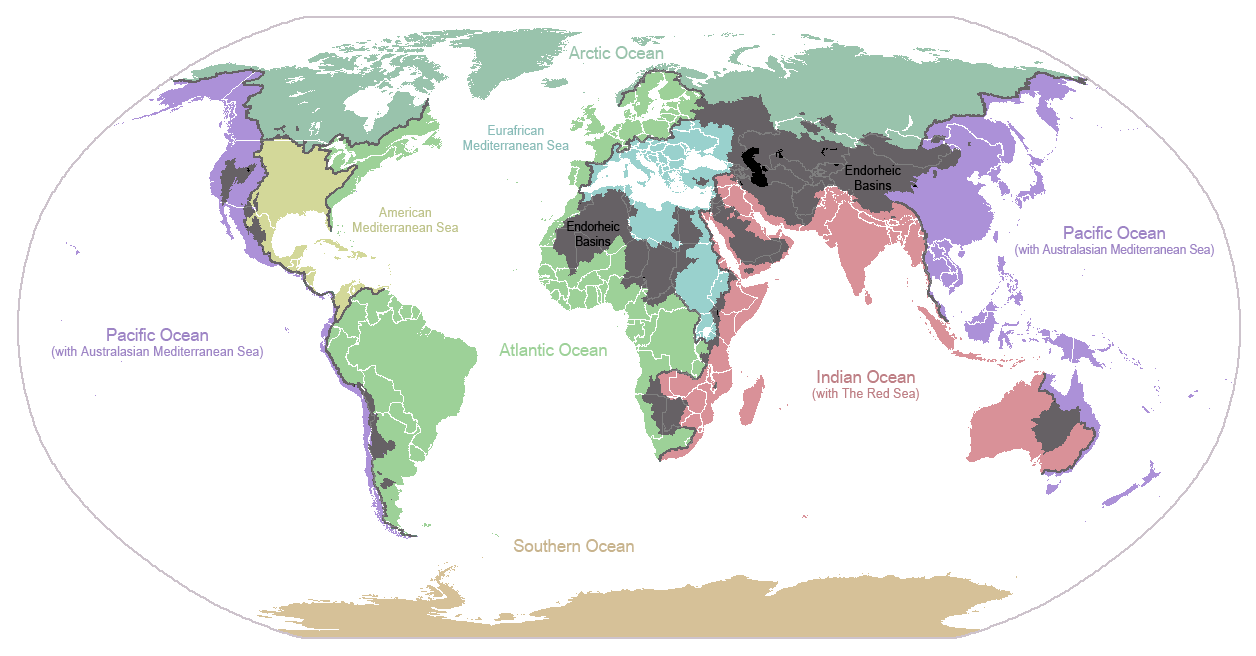
Bassins versants des principaux océans et mers. Les zones grisées correspondent aux bassins endoréiques.

Carte des grands bassins versants de France.

La connaissance d’un bassin versant est fondamentale dans toute étude hydrologique ou de risque naturel ou de vulnérabilité de la ressource en eau. Le bassin versant est le cadre général des études d’hydraulique urbaine, d’analyse de la qualité des eaux, de prospections de captages, de plans de prévention du risque inondation (PPRI), de réalisation des Atlas des zones inondables ou des zones humides, etc.
Et, bien que dans l’hémisphère nord, un nombre croissant de bassins versants soient maintenant artificiellement interconnectés par des canaux fonctionnant grâce à des écluses, ils restent des éléments importants pour l’écologie du paysage, la génétique des populations d’espèces aquatiques (écrevisses, saumons…) ou typiquement rivulaires (castor par exemple) et l’étude des corridors biologiques aquatiques. Les fleuves étant tantôt des corridors biologiques, tantôt, pour d’autres espèces des facteurs naturels de fragmentation écopaysagère (exacerbés lorsque leurs berges sont artificialisées).
Un bassin versant supporte un réseau fluvial qui peut être hiérarchisé ou élémentaire. Le réseau fluvial varie en densité en fonction de la nature des roches. Ainsi, on aura beaucoup de cours d’eau en terrain argileux, beaucoup moins en terrain calcaire.

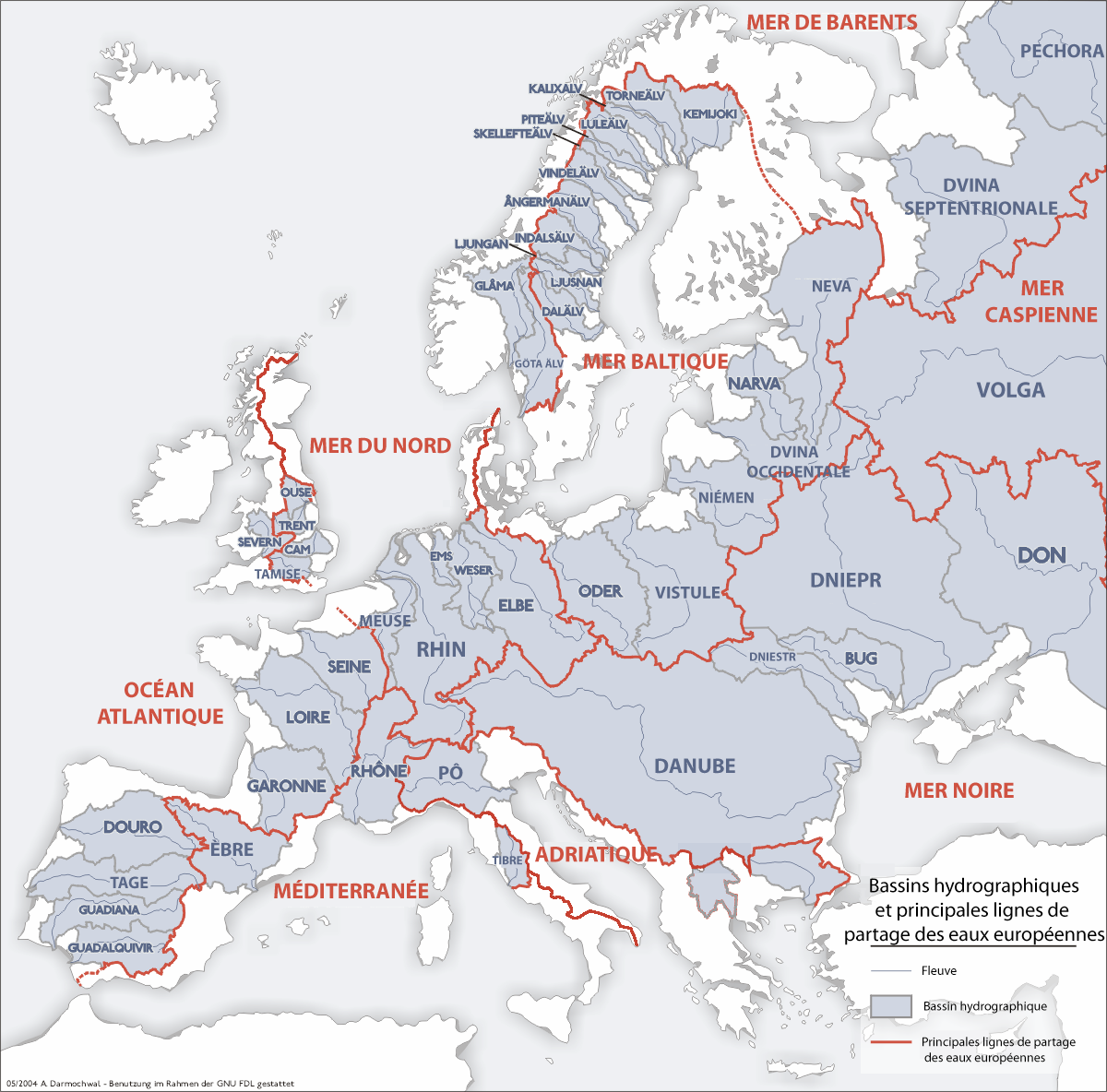
Carte des principaux bassins versants européens.

## Bassins versants sur d'autres planètes
L'existence de bassins versants n'est pas propre à la planète Terre, même si peu d'entre eux ont pour l'instant été trouvés hors de celle-ci. Ainsi, Elivagar Flumina est l'unique bassin fluvial formellement identifié à la surface de Titan, satellite naturel de Saturne.

## Gestion à l'échelle des bassins
Afin d'améliorer la gestion de l'eau, la tendance est à la mise en place d'agences de bassin. C'est le principe retenu en France (principe des Agences de l'eau, anciennement dénommées Agences de bassin) puis en Europe (Directive-cadre sur l'eau qui promeut une gestion écologiquement cohérente par districts hydrographiques).
L'Agence européenne pour l'environnement (AEE), dans un rapport de 2012, insiste sur le fait que les régions administratives ne coïncident généralement pas avec les bassins fluviaux, ce qui est source d'une gestion inadéquate de l'eau et de l'aménagement du territoire et de l'eau. Ceci est source d'inégalités écologiques en faisant supporter par les uns des coûts et pollution générés par d'autres sans que les premiers en récoltent les avantages. Les plans de gestion de district hydrographique (PGDH) et en France la trame bleue et les SRCE sont des solutions pour y remédier mais une meilleure cohérence est nécessaire, à échelle paneuropéenne au moins. Par exemple les forêts et herbages régulent les crues mais surtout au bénéfice de l'aval. Les pollutions agricoles touchent également l'aval (marées vertes par ex.).
L'AEE insiste aussi sur le fait que la nature a aussi besoin d'eau pour continuer à assurer les « services écosystémiques » qui nous permettent de vivre. Une vision trop anthropocentrée fait oublier les intérêts autres que profitant directement à  l'homme, alors que par exemple 250 espèces de macrophytes et 250 espèces de poissons vivent dans les eaux intérieures européennes, ainsi que de nombreux oiseaux, reptiles, amphibiens, insectes, mammifères, etc. dépendant des zones humides pour leur reproduction ou leur alimentation. Beaucoup ont besoin d'eau en suffisance, mais aussi de variation naturelle des débits et hauteur d'eau (« naturalité ») avec des continuités écologiques non fragmentées.

### France

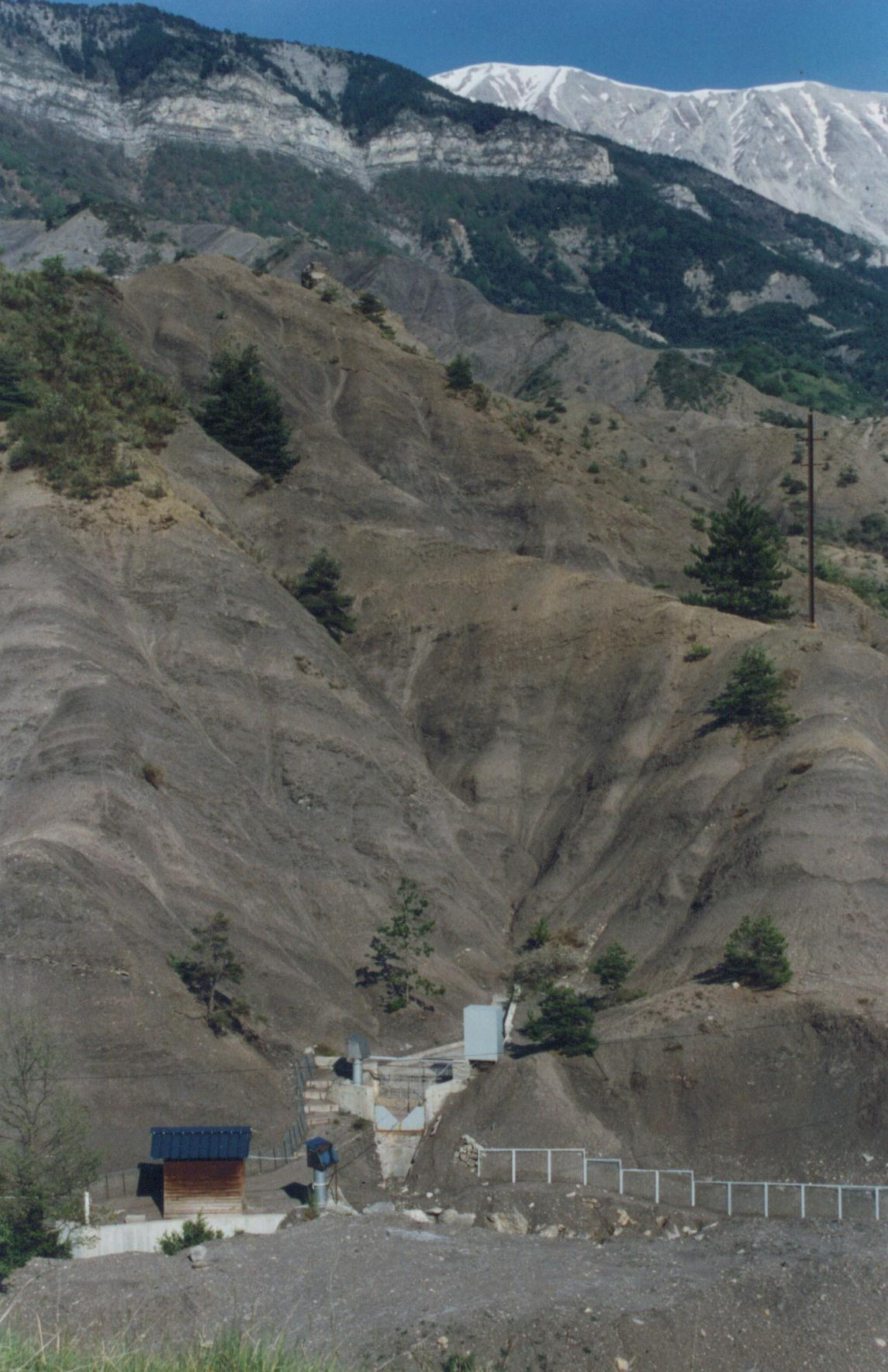
Vue du bassin versant expérimental de Draix-Bléone (ici, site de la Roubine) : on y étudie les processus hydrologiques et érosifs en montagne.

La France métropolitaine est divisée en six bassins versants, ou bassins hydrographiques :
- Rhône-Méditerranée-Corse ;
- Rhin-Meuse ;
- Loire-Bretagne ;
- Seine-Normandie ;
- Adour-Garonne ;
- Artois-Picardie.

Ces bassins versants correspondent aux cinq grands fleuves français (Rhône, Rhin, Loire, Seine et Garonne), auxquels s'ajoute la Somme avec le bassin Artois-Picardie.
Pour chaque bassin, deux instances sont chargées de gérer et de protéger les ressources en eau à l'échelle de ce bassin : le Comité de bassin et l'Agence de l'eau. La France a créé six agences de l'eau en 1964. Elle conseille également d'autres pays dans ce domaine, par exemple le Viêt Nam pour le bassin versant du Fleuve Rouge.
Le 28 mars 2017, une Association nationale des élus des bassins a été créée (ANEB), avec environ 40 adhérents et une charte d'engagement, sous l'égide de l' Association française des établissements publics territoriaux de bassin (AFEPTB), créée il y a vingt ans par « des élus des fleuves et rivières » (qui sera dissoute, probablement avant fin 2018) et dont les missions seront en partie remplacées par celles de l'ANEB, et appuyée par l'Association des maires de France et présidents d'intercommunalité (AMF), également partie prenante de l'« Initiative partenariale d'associations nationales de collectivités territoriales pour une gestion équilibrée, durable et intégrée de l'eau par bassin versant ». Son président, élu le 28 mars 2017, est Bernard Lenglet.

### Québec
Au Québec, quarante organismes de bassins versants sont reconnus par le Ministère de l'Environnement et de la Lutte aux changements climatiques (MELCC) comme étant ses interlocuteurs privilégiés pour la mise en place de la gestion intégrée de l'eau par bassin versant. Ils sont rassemblés au sein du Regroupement des organismes de bassins versants du Québec (ROBVQ).

## Les observatoires de bassins versants
Différents organismes de recherche fondamentale et appliquée (CNRS, Universités, INRA, IRSTEA, IRD) ont créé en 2010 le Réseau des bassins versants (RBV). Au sein de ce réseau,  plus de vingt bassins versants répartis en France et dans les pays du sud (Inde, Amérique du Sud, Afrique, Nouvelle-Calédonie)  ont été spécialement choisis pour être observés et étudiés dans le temps. Le plus ancien bassin versant expérimental est celui de l'Orgeval, situé en France dans la Brie et créé par IRSTEA en 1962. Tous sont équipés d’appareils de mesure des précipitations, des débits, de température ou d’autres capteurs de l’environnement aquatique. Selon leur spécialisation, les observatoires ont développé des mesures systématiques et dans la durée, d'hydrométéorologie, de micrométéorologie de la surface, de chimie des eaux courantes et de nappes, de géochimie isotopique ou bien encore de l’érosion. « Tous ont en commun le bassin versant comme sentinelle de l’environnement à la surface de la Terre et tous réalisent des suivis temporels long terme de divers paramètres utiles à la compréhension et à la modélisation des surfaces continentales. »